# 1/11 じゅういちぶんのいち
『1/11 じゅういちぶんのいち』は、中村尚儁による日本の青年向け漫画。一度はサッカーを諦めながら、ある出来事をきっかけに再びサッカーを始め進学校でプロを目指し、その後プロとなる主人公を中心に、周辺人物の人間模様を描く連作漫画。第一部は『ジャンプSQ.19』（集英社）にて、2010年創刊号から2011年冬号まで連載。その後本誌の『ジャンプスクエア』（同社刊）に掲載誌を移し2012年2月号から2012年12月号まで連載された。第二部は2013年5月号から2014年7月号まで連載された。
話数カウントは「#○」。サブタイトルはその回のメインキャラクターの名前。2013年12月時点で、累計発行部数は60万部。
スポーツライターの小宮良之と作者の対談が、スポーツ総合雑誌『Sportiva』（集英社）の公式サイト『web Sportiva』に掲載されている。
2013年12月に実写映画化が決定、2014年4月より公開された。この映画公開に合わせて、作者による新作ノベライズ『小説版 1/11 じゅういちぶんのいち 行く春』が「ジャンプ ジェイ ブックス」レーベルで同年4月4日に発売された。

## あらすじ
ここでは主人公である安藤ソラを軸に記述していく。

### 中学時代
安藤ソラは自分の才能に限界を感じたことから、中学卒業と共にサッカーを辞め、高校は勉強に専念するつもりでいた。部の引退試合を控えていた彼の前に女子日本代表・若宮四季が突然現れる。彼女はソラにさまざまなアドバイスを残し、試合で躍動する彼の姿を見届け去っていく。引退試合からの帰宅後、四季の死と彼女の過去にまつわる衝撃の事実を知り、ソラはサッカーの再開を決意する。

### 高校時代
ソラは、進学先の進学校・修学院高校でサッカー部を設立し盛り上げようと奮闘。そして、そんなソラの姿勢が、周囲の人物にも影響を与えていく。校門でサッカー部への入部を呼びかけているソラの姿に心を動かされ、篠森仁菜がマネージャーとして、続いて越川凜哉がサッカー部に入部する。その後も様々な人物が集い、ゼロから始まった修学院サッカー部を県大会ベスト8というひとかどのチームまで成長させたソラは、横浜のスカウト2人に目をかけられ、卒業後のプロ入りが決まる。

### プロ時代
横浜に入団したソラは着実に実績を重ね、日本代表にも選出、活躍を見せたことで海外からもオファーがかかるようになり、四季の夢を継ぐためにヨーロッパではなくアメリカのフィラデルフィア・ユナイテッドに移籍。選手として決して理想的とは言えない環境で、しかも負傷により1シーズンを棒に振ってしまうが、復帰後はクラブを栄光へと導く。その後、活躍に目をつけたロンドン・ランベスのオーナー、ジェイコブ・クレスウェルから打診を受けてランベスへ移籍。順調に評価を上げていくものの、2年目にクラブの強化方針を巡ってクレスウェルに楯突いたために完全に干されてしまうが、戦線離脱が相次いだクラブ事情が幸いしてチャンピオンズリーグ準決勝で久しぶりの出場機会を得た。その試合後に考えを改めたクレスウェルからドイツ・ブレーメンへの移籍を提案され、ブレーメンで念願のチャンピオンズリーグ決勝の舞台にも立ち、最終的に古巣の横浜に戻る。そのころにはアメリカ時代の古傷が悪化していたため、もっぱら交代要員としての出場となり、とあるシーズンの大一番の試合で奮闘を見せた後、引退を表明。引退試合には国内外を問わず多くの仲間たちが集った。

## 登場人物
声の項はVOMIC版のもの。

### 主要人物
安藤 ソラ（あんどう ソラ）
声 - 日野聡（幼少期：沖佳苗） / 演 - 池岡亮介
本作の主人公。部活での背番号は10。高校1年時のクラスは4組。
視力が悪く、眼鏡とコンタクトレンズを併用している。ドリブルが得意。
幼少時からサッカーが上手く、遊び仲間だった「ツヨシ」の「プロになれる」という一言を受け、サッカー少年団に入団。その後もツヨシの言葉を胸に主力として活躍していたが、中学であまり背が伸びず壁にぶつかった。
中学最後の大会で、日本代表候補を抱えるチームに大差で敗れたことで、「プロには選ばれた天才しかなれない」と考えサッカーを断念しており、勉強に専念することを決めて進学校への進学が決まっていた。
中学卒業後、サッカー部の引退試合を控えたある日、突然現れた四季に振り回されながらも、四季からチームプレーの精神を教わり成長。帰宅後「ツヨシ」と四季が同一人物であることを知り、これまでの考えを悔い改めサッカーの再開を決意する。
サッカー再開後は、「チャンピオンズリーグで優勝し、世界で最強のチームの1/11になる」ことを最終目標としている。進学先の修学院高校でサッカー部を設立して熱意を注ぎ、周囲に影響を与えていく。高校卒業後はプロ入りし、スカウト部長・堂本の誘いにより1部リーグの横浜に入団。その後アメリカ、イングランド、ドイツとキャリアを重ねたのち、再び横浜に復帰し、その数年後に引退した。
横浜時代に篠森仁菜と結婚し、海外時代に一児を儲けている。
若宮 四季（わかみや しき）
声 - 名塚佳織 / 演 - 竹富聖花
本作のヒロイン。第15･16話の主人公。旧姓は「津吉（つよし）」。
中学生で女子日本代表に選ばれ、テレビにしばしば取り上げられている。感情表現が苦手で口下手。
幼いころソラの遊び仲間で、サッカーが苦手だった。サッカーの上手いソラによく懐き「きっとプロになれる」という言葉をかける。ソラがサッカー少年団に入団し疎遠となった後、両親の離婚により改姓し引っ越している。
引っ越し先では最初馴染めなかったが、休み時間のサッカーに加わったことで友達が増え、この経験から「サッカーは一人でやるものではない」という考えを持つ。その後努力を重ねてフィジカルは弱いが卓越したテクニックを持つ選手となり、遂には中学生で日本代表に選ばれ、アメリカリーグへの移籍も決定していた。しかし、アメリカへの渡航の際に航空機事故に巻き込まれ死去。
事故直後に突然ソラの元に現れ、彼にチームプレーの精神を教え、引退試合で躍動する彼の姿を見届けいなくなるが、最後まで自分の正体を切り出すことはなかった。生前のインタビューにおいて「サッカーを始めるきっかけとなった人物」としてソラを挙げ、「自分の正体が気付かれなくても一度でもいいからもう一度彼のプレーを見たい」と語っていた。
作者曰く「苗字は旧若宮町から拝借し、名は若宮町の四季の美しさが由来になっています」とのこと。

### 修学院高校
ソラの進学先の高校。進学校で部活は活発ではない。11話での足立の台詞から、関東圏にないことが判明している。

#### サッカー部
越川 凜哉（こしかわ りんや）
演 - 工藤阿須加
ソラより1学年上。サッカー部での背番号は7。
勉強も運動も苦手と自覚しているが、努力を惜しまない。ソラに「心の優しい人」と褒められている。
中学生のころは野球部の補欠部員で、背が低くニキビ肌で丸刈りだったためほとんどモテなかった。千夜子にたまたま話しかけた際、その姿勢に惹かれ、彼女を好きになる。その後千夜子が志望していると聞いた修学院高校に猛勉強の末、補欠合格する。卒業間際3年生の部員が全員出る予定となっていた引退試合に千夜子を誘うが、試合は雨天コールドゲームで出番が来ることなく終了。試合後は雨の中素振りをし、「中学時代の「何も取り柄が無かった自分」に決別するため、高校では勉強も部活も精一杯頑張る」と誓っていた。
高校入学直後から背が伸び、肌質も改善して坊主から長髪（後に染める）に変えたころからモテ始め、愛莉（演：田辺桃子）という女子と付き合うが、クラスや校内でも人気の存在となるなかで卒業間際に抱いた目標を忘れかけていた。しかしその一方、容姿でしか評価してもらえないことによる鬱屈感を抱えており、久々に顔を合わせた千夜子に軽くあしらわれたことで鬱屈感は決定的なものとなる。
その翌日、校門前でサッカー部の部員勧誘をしていたソラに自分と同じ鬱屈感を与えようと話しかけるが、彼の真っ直ぐ目標を語る姿を見て逆に打ちのめされてしまう。さらに友人から見せられた千夜子の作品「キラキラ」を見たことで号泣。中学時代の丸刈りに戻し、これまでの友人関係を清算した上でサッカー部に入部する。
野村 瞬（のむら しゅん）
演 - 阿久津愼太郎
ソラと同級生。
部内ではソラに次ぐ技術の持ち主で、フリーキックのキッカーを務めるなど周囲の信頼も厚い。
元々地元にあるプロサッカーチームのファンで、そこの選手としてのプレーを夢見て下部組織に入っていたが、中学3年の進級時にコーチから「センスを感じない」と告げられたことからユース昇格を断念。その後勉強に励んで修学院高校に進学したが、その後打ち込めるものが見つからず悩んでいた時、新入生歓迎会での演劇部の出し物に感動して部に久々の男子部員として入部。演技は当初下手で声も小さかったが、猛練習の末に上達。周りの部員からも努力を認められ、入部半年ほどで公演の主役を演じることになる。
公演を控えた矢先、サッカー経験を聞きつけたソラに助っ人として公演翌日の練習試合の助っ人を依頼され、快諾。その直後小田に過去を明かすも「サッカーに未練はない」と語った。その公演はサッカー部の手伝いの甲斐もあり大成功に終わる。翌日の練習試合では熱心にプレーするも見に来ていた小田をはじめとする演劇部員からまだサッカーへの未練があることを見抜かれ、一方的に退部を宣告される。直後の小田とソラの会話を立ち聞きしたことでサッカーへの未練を自覚し、演劇部員たちに感謝の意を述べてサッカー部に入部した。
篠森 仁菜（しのもり にな）
演  - 上野優華
ソラの同級生。サッカー部マネージャー。サッカー好きで親に内緒でサッカー部のマネージャーになる。
後にソラの妻となる。
そそっかしく天然ボケな部分もあるが、真摯な姿勢からソラを始めとする部員からも一目置かれている。年の離れた兄がいる。ソラに想いを寄せる一方、ソラに想い人がいることを感付いている。
兄の影響でサッカー好きになり、中学時代はサッカー部マネージャーだった。しかし父親・勇人から高校での部活動禁止と勉強への集中を命じられ、止む無く進学校の修学院高校へ進学した。
ソラから依頼されていた「モチベーションDVD」 制作を最後に部を辞めるつもりだったが、ソラの一言と彼が秘かに制作していた自らのモチベーションDVDを見たことで翻意。父親に部活動の続行を嘆願し、1度は退けられたが母親の後押しもあって最終的に認められた。
友人の助けもあってソラを追うような形で横浜の大学に進学し、大学1年生の時にソラに告白して交際を始め、大学卒業から数年後に結婚した。
真壁 慎一郎（まかべ しんいちろう）
ソラより2学年上で、中学も同じだった。元サッカー同好会で、ポジションは中学から変わらずFW。
長身だが当たりに弱くヘディングが苦手。その一方、足技は練習の成果かそこそこの技術を持つ。
幼少時からサッカーに親しみ、中学でもサッカー部に入部。上述の欠点がありながらもキックを中心に練習を重ねていた。3年生になりようやくレギュラーを掴むと思った矢先、新入生のソラにスタメンを奪われる。さらに途中交代で試合に入った後もソラにパスを回されなかったことに失望し、引退寸前でサッカー部を退部。ただレギュラー争いなどに嫌気がさしていたもののサッカーへの熱が冷めたわけではなかったため、進学先の修学院高校でサッカー同好会を設立。キャプテンとなって会を盛り上げ、特に自ら会に勧誘した白鳥とは親友ともいえる関係を築いていた。その後再び後輩となったソラを目の敵にし、目前でサッカー部勧誘のビラを破いた。
白鳥の最後の試合に臨むが、試合途中でメンバーが足りなくなるアクシデントに見舞われる。そこで過去の因縁を押し殺してソラを助っ人として呼び、ソラと彼のアシストを受けての足技からのゴールで勝利を収める。試合後、白鳥の勧めで他の同好会員数人と共にサッカー部に加入した。
紺野 兼続（こんの かねつぐ）
第9話の主人公。ソラの同級生。ポジションはDF（センターバック）で、チームの柱。部での背番号は2。
サッカー部員である一方かなりの歴史マニアであり、サッカーの歴史にも詳しい。名前は直江兼続に由来し、自らを彼のあだ名である「愛の戦士」と言う時がある。
強豪・美奈川高校との練習試合を半月前に控えたころから、「苦手なタイプ」と認識していたクラスメイトの関に、オフサイドの定義について問われ続け彼女に振り回されるも、その真意を問いただそうとすると関は目の前に姿を現さなくなる。その後中学時代関と同級生だった部員から彼女の家庭事情を聞かされ、反省。その後美奈川高校との練習試合にてオフサイドトラップを試みるが失敗して相手の得点を許し、敗北。試合を見に来ていた関からオフサイドの定義を問い続けた真意を聞かされた後、彼女に「卒業するまでに冬の選手権に出場するから親父さんと見に来いよ」と宣言する。
加瀬 博樹（かせ ひろき）
演  - 楡木直也
第10話の主人公。ソラより1学年上 だが中学浪人をしたため、年齢は真壁と同じ。ポジションはDF（サイドバック）で、頭脳プレーでチームメイトからも信頼を置かれている。部での背番号は5。愛称は苗字とがり勉だったことにちなんだ「ハカセ」。サッカーのプレイ中以外は眼鏡をしている。
幼少時医師の叔父に命に関わる病気から救われたことから彼に憧れ、彼が働く大学への入学を目標にする。そのため大学付属の難関高校への入学を目指して受験勉強に励むも、2度も受験に失敗。これ以上の浪人は出来ないとの思いから修学院高校へ入学するが、入学後に目標の大学進学が非常に難しいことに気付き、夢を諦める。入学して1年が過ぎたとき、ソラの熱意ある勧誘に惹かれサッカー部に入部。未経験だったが直ぐにのめり込み、「新しい生き甲斐」と思えるまでになる。そして「試合でゴールを決める」という目標を立てていた。
強豪校・桐海高校との試合で自身のミスにより2失点 を喫する。それでも諦めないソラの姿や彼が直前語った「今いる場所がどこであっても目指す場所は変わらない」という言葉から「理想に辿り着けるのは理想の道筋を辿ってばかりの人間じゃない」と気付かされ、奮起。アディショナルタイムに瞬のフリーキックを足で合わせ得点を決め引き分けに持ち込んだ。試合後「ゴールを決める」目標を果たした事もあって「夢」を果たすためサッカー部を退部する意向を伝え、ソラを始めとする部員から喜んで送り出された。
その後夢を叶え医師となり、叔父から「自分の片腕」と信頼を置かれるまでになる。「大事な物事」の前には、自分の映像で製作された「モチベーションDVD」を見るのが習慣となっている。
吉岡 航（よしおか わたる）
第19話の主人公。入学2日目に肺炎になってしまい、復学したころにはクラスのグループが固まっている「高校逆デビュー」を果たしてしまった。自宅のすぐ近くに住む祖父が茶道教室を営んでおり、参加するたびに小遣いとして500円くれるのを目当てに足繁く通っている。
友達が作れずに暇を持て余していたためにサッカー部に入部したところ、サッカーの楽しさに目覚めるものの、志の高いソラに対して「自分は上辺だけの人間」と劣等感を覚えてしまい、徐々に疎遠になっていく。そんな中、ボーリングに誘われて友達作りのチャンスを得た直後に祖父が倒れたことを知らされ、苦悩の末に祖父の見舞いを優先し、祖父との対話を経て「最初は上辺だけでもいい」と考えを改め、再びサッカー部に戻った。
椎名 千聖（しいな ちさと）
第24話の主人公。ソラの1学年下で、中学時代は全国常連の強豪・央南中に在籍していた。抜群のドリブルテクニックを持つがオフ・ザ・ボールが疎かで、またその実力から他人を見下しており、中学時代もワンマンプレーを続けた末に周囲と断絶し、退部している。ソラにはそのさまを過去の自分と重ねられている。
修学院では特に下手な越川のことを、越川が敬意をもって接してくるのと対照的に激しく貶していたが、苦戦した試合において必死に縁の下を支え続ける越川のプレーに助けられて考えを改め、越川と同じように坊主頭にした。

#### その他の生徒
水野 由花（みずの ゆか）
第5話の主人公。ソラの高校1年時のクラスメイトで、席も隣同士で帰り道も同じだった。
高校1年の秋、同じ高校の先輩に告白するも振られ、失恋の痛手を引きずっていた。直後に合唱コンクールでのクラスの発表曲が振られた相手が好きな曲に決まったことから、「歌いたくない」という思いで指揮者に立候補。しかしあまりにも練習に身が入らなかったことでソラに一喝され、その後クラスメートの勧めもあり難所でソロパートを歌うことになる。予測しなかった展開に不満を抱きつつも、ソラに掛けられた「悲しい思い出は、より良い思い出で上書きすればいい」という言葉と彼がサッカー部で頑張る姿を見て練習に身が入り始めた矢先、親の都合でコンクール後に転校が決まる。コンクールは受賞こそならなかったものの喝采を浴びて成功に終わり、転校時は多くのクラスメイトに見送られたことで失恋の痛手の払拭に成功した。
ソラが越川に真っ直ぐ目標を語る姿を目撃しており、転校時見送りに来たソラに「あんたが世界で最強のチームの1/11になれるか見守る」と宣言。転校後の詳しい動向は不明だがソラのプロ入り後の活躍を見て微笑んでいる。
小田 麻綾（おだ まあや）
演 - 東亜優
第7話の主人公。ソラより2学年上。演劇部部長で、愛称は「オタマヤ」。妹はサッカーをしており、そのため少し詳しい。
幼少のころに見たとある演劇を切っ掛けに、周囲から敬遠されながらも演劇にのめり込む。高校入学後も熱意は果てず念願の演劇部に入部し遂には部長となるが、その一方自分と似た「オタク」気質の女子部員ばかりが集まってしまい男性部員が居らず、自分の思い通りの演劇が出来ないことが悩みの種だった。
久々の男子部員として入部した瞬を快く迎え入れ、熱心に指導する。ある日ソラから日曜日に開催される練習試合の助っ人として瞬を呼ぶことを依頼され、前日に行う部の公演をサッカー部員が手伝うことを条件に受諾。その直後瞬の過去を聞いたため、瞬がサッカー部に引き抜かれることを心配して練習試合を見に行くが、彼にまだサッカーへの未練があることを見抜き、嘘をついた上で瞬をサッカー部へと送り出した。
䅣 千夜子（すめらぎ ちやこ）
越川の中学・高校での同級生。カメラに夢中で周囲からは「変人」として扱われている。
カメラに夢中な理由は「自分には（努力している人や動物の）キラキラ光っているオーラが見えるので、その瞬間を永遠に残しておきたい」というもの。
中学の引退試合後、雨の中一人黙々と練習する越川を撮影した作品「キラキラ」で写真コンクールの金賞を受賞している。校門前で部員勧誘をしていたソラを撮影していた。久々に顔を合わせた越川を冷たくあしらったが、その後サッカー部に入部し努力を重ねる彼の姿を撮影している。ガンダムシリーズのファンなのか、「FLYING IN THE SKY」の一節を口ずさんだり、番外の4コマにおいてシャア・アズナブルの台詞を引用するシーンがある。
実写版では、柏木千夜子（演：古畑星夏）という名前に変更されている
高瀬（たかせ）
ソラの高校1年生時のクラスメイト。合唱コンクールにおいて伴奏者を務めた。
白鳥 光一（しらとり こういち）
真壁の同級生で元サッカー同好会。学年1の秀才で戦術理解度が高い一方、足が遅い欠点を持つ。
家族の意向で有名大進学を強制されており、その重圧にうんざりしかけていた矢先にサッカー同好会の活動を目にし、「気分転換にでもしてくれたらいい」と真壁から同好会に誘われる。同好会での活動が良い気分転換になり、真壁とは親友関係になる。その一方、彼がソラを嫌うことを疑問視していた。
3年生に進級してすぐ、親との相談で予備校に通うことが決まったため、地域一番の社会人チームとの試合を最後に同好会を離れることになる。その試合で助っ人として呼ばれたソラが何度もドリブル突破を試みた意図をすぐに見抜き、サイドからの攻めで真壁のゴールと勝利に繋げた。試合後、「自分を助けてくれたように今度は安藤君を助けるべき」と真壁にサッカー部入部を勧め、サッカー部を見守っている。
関 由香里（せき ゆかり）
第9話のメイン人物。紺野のクラスメイト。染めた髪に化粧という派手な出で立ちと、アルバイトに明け暮れ昼からの登校が多いため、周囲から敬遠されている。

### 横浜
ソラがプロ入り後加入する最初のチーム。チームカラーはトリコロール。ソラが入団した年にチーム初のリーグ3位を成し遂げ、ACL出場を決めた。それ以前は監督選びに失敗し、成績が低迷していた時期もある。
神崎 真臣（かんざき まさおみ）
第4話の主人公。29歳。チームのセカンドGK。チーム内でも評価を受けるほど練習熱心で、ソラの練習相手となっていた。
サッカーを始めたころから「ゴールを守るただ一人の存在になれる」という理由からGKのポジションが好きであった。大学4年生の時好プレーが目に留まりプロからのオファーを受ける。当初は既に一般企業からの内定を貰っていたため断るつもりだったが、交際していた後の妻・理颯の後押しでプロ入りを決断。その後猛練習の甲斐あってセカンドGKの座を得、正キーパーの衰えによりスタメン奪取が確実視されていた矢先、チームが期待の新人GK・大城を獲得したためセカンドに留まり練習の熱心さを評価されつつも、プロ入りからほとんどの時期をセカンドとして過ごすことになる。
リーグ後半戦、大城の長期離脱により出番が回ってくる。出番が回ってきてから初の試合となる東京戦で大活躍を見せるが、後半ロスタイムに相手FW・クリスティアンの蹴りを顔に食らって顎を骨折し、救急搬送される。その後は負傷離脱により出番がなく、シーズン終了後に出場機会を求めてドイツ2部リーグのチームに移籍した。
妻の理颯（りさ）は、真臣の大学時代にサッカー部のマネージャーだった。息子の護（まもる）は、「父親の背中を見て育つから、きっとGKのポジションを好きになる」という理由から、「守護神」にちなんで理颯が名づけた。
堂本 誠治（どうもと せいじ）
第11話の主人公。42歳。チームのスカウト部長。選手を見る上でプレーだけでなくピッチ外の振る舞いも重視するポリシーを持つ。
5年前に視察した試合で足立を発掘し、彼を熱意ある勧誘で入団させる。しかし足立はプロで成功出来ず、「一人の若者の人生を狂わせた」と責任を感じ、彼をスカウトに誘った。
足立からソラの獲得を勧められるが、特徴やプレースタイル、弱小校出身の経歴が選手時代の足立と重なる事から強硬に反対する。しかし足立の「自分を信じた事を後悔しているのか」という言葉で気持ちが揺らぎ、直接ソラを訪ねたところソラから「プロで成功するという強い意志が見えた」事で翻意。チームの編成会議においてソラの獲得をプレゼンテーションする。一度は足立と重なる事で周囲に反対されるが、彼の在籍時のチーム成績が悪かった一方、サテライトで出場した試合の不敗率が75%と高かった事を提示し、「ソラはチームを変えられる選手」と獲得を決定させた。
青柳 大貴（あおやぎ だいき）
第13話の主人公。プロ5年目の22歳。チームでコンパニオンをしていた年上の女性、藍（あい）と結婚している。
FWとして3年目には結果を残していたが、4年目の序盤で負傷してシーズンを棒に振り、そこで藍の妊娠が重なって翌年での再起を決意していたが、その間にプロ2年目のソラの躍進などで前線の選手層に青柳の入る隙がなくなってしまい、フィジカル面を評価されてDFへのコンバートを求められる。根っからのFWであったため当初はそれを受け入れきれずに十分なプレーができず、挙句に不満を述べて謹慎を命じられてしまうが、藍との会話を通じて覚悟を決め、土下座してDFとしてチームに復帰した。その後、ソラの引退試合に参加して「横浜のDFラインに君臨し続けた」と紹介されており、コンバートに成功したことが窺える。
大城（おおしろ）
チームの正GK。ユース代表を経験するなど将来を期待されており、チームで初めて入団当初から背番号1を付けるなど高待遇で入団。その後日本代表の正GKとなる。代表の試合において負傷し長期離脱するが、その後スタメンに戻った。
足立 拓実（あだち たくみ）
第11話のメイン人物。28歳。チームの新人スカウトで、たまたま視察していた試合でソラを発掘した。かつてはチームでプレイした選手で、小柄なドリブラーでポジションはトップ下と、ソラと重なる部分が多い。
偏差値は高いがサッカーは強くない大学の主将としてプレーしていた大学生の時堂本にスカウトされ、一流企業の内定を蹴ってプロ入り。しかし身長の低さが災いしてかプロ生活4年でトップチームでのスタメン出場は5試合に終わり、チームを解雇される。直後に、人生を狂わせた事に責任を感じた堂本からスカウトに誘われ、転身した。
ソラの獲得を進言し続けるも強硬に反対し続ける堂本の姿を見て、「自分は堂本さんを信じた事を後悔していない」と語り、「自分を信じた事を後悔しているのか」と問いかけ、堂本が翻意するきっかけを作る。
狭川 遼馬（さがわ りょうま）
第27・28話の主人公。ソラの横浜復帰後において、プロ2年目にしてスタメンで活躍する期待の新星。幼少期はソラに憧れていたが、肉体は衰え闘争心も見せない現在のソラのことは終わった選手だと見下している。
自身が不調の中での、優勝争いのかかった大一番において途中出場したソラの奮闘を見て評価を改め、スランプからも抜け出し、同シーズン中のヒーローインタビューでは「昔も今も安藤さんは俺のヒーローです」と公言した。シーズン終了後にはオランダへ移籍した模様。

### フィラデルフィア・ユナイテッド
マツモト・ジェラルド
フィラデルフィア・ユナイテッドの元オーナー。日系三世。ソラが入団した年の春に脳梗塞で他界している。
四季が移籍予定だった女子チームのオーナーでもあり、四季のプレースタイルを受け継いでいるソラに移籍を打診した人物で、買収したチームの方針に滅多に口出ししないことで知られる彼が欲しいと言った選手がこの2人だった。
アメリア・マツモト
ジェラルドの娘であり現オーナー。会社の日本進出のために横浜に滞在している。ソラがフィラデルフィアを選んだ理由を探っていた御手洗の取材を受け入れ、四季のことについては伝えなかったものの、御手洗がそれに気がつくきっかけを与えた。

### ロンドン・ランベス
ジェイコブ・クレスウェル
第21 - 23話の主人公。2年前にランベスのオーナーに就任した実業家であり、チームの方針に積極的に口出しするタイプ。チームの強化のために金に糸目をつけない補強を行う冷徹な人物だが、幼少期から両親ともども地元ランベスのファンであり、病床の母親が生きているうちにランベスがチャンピオンズリーグで優勝する姿を見せたいという願いが大きな動機になっている。
そのために性急な強化を目指すあまり連携の覚束ないチームになっていることについて意見したソラを、試合に出さず放出もせず飼い殺しにすると宣言するが、チャンピオンズリーグ準決勝を前にしてボランチの離脱が相次いだため、ソラに「活躍すれば決勝にも出してやる」という嘘の約束をして出場させる。しかし、MVP級の活躍に加えて決勝への出場機会を棒に振る退場覚悟のファウルでチームを救ったソラの姿や、シーズン終了後の母親との会話によって考えを改め、補強に頼らず時間をかけてチームを育てる方針で結果を残した。
ダニー・クラドック
ランベス下部組織出身で、どこか気の抜けた雰囲気だが将来を嘱望される実力を持つ黒人FW。ソラのランベスでの初めての友人で、ピッチ上でも息が合う。クレスウェルには好意的だが、そのクレスウェルによる相次ぐFWの補強によって控えに回ることを余儀なくされてしまう。

### 主要人物の家族
沢渡 真名（さわたり まな）
第12話の主人公。四季の実妹。母親の再婚により改姓している。
素性を隠して横浜入団後のソラを応援しており、ソラに初めてのファンとして認知される。ソラが名を上げ、海外移籍が決まった後、最後の思い出として四季の命日にソラを一日限りのデートに誘い、不承不承ながらも承諾される。デートを終えた後、ソラが四季の墓参りに向かうのを知って同行し、そこで自分の素性を明かした。
姉を「四季ちゃん」と呼ぶ。
篠森 勇人（しのもり はやと）
演 - 鈴木一真
第20話の主人公。仁菜の父。仁菜に「勉強に専念するべき」と高校での部活動を禁じていた。
高校時代は駅伝部の主将として高校生活を部活に捧げていたが、最後の大会で体調不良により途中棄権してしまう。卒業後はすぐ就職し仕事ぶりも悪くなかったものの、高卒故大卒者との待遇差に苦しみ結局転職するなど苦労をした。この経験から、子供に自分と同じ思いはさせたくないと、仁菜と彼女の兄に高校での部活動を禁じていた。
仁菜の部活動続行の嘆願を一度は撥ね付けるも、妻の「高校時代を後悔したことはない」という言葉を受け、「勉強との両立・やるからには全力でやること」を条件に仁菜の部活動を許可した。
仁菜の母
演 - 久遠さやか
勇人の妻であり、仁菜の母。常にエプロンをしている。
高校時代は駅伝部のマネージャーであり、これがきっかけで後の夫と出会い交際の末、結婚。自身も「（夫と）似たようなものだったから、若いころは苦労した」とのこと。
仁菜のスニーカーがすぐ汚れることから、彼女が部活をしていることに気付いていた。部活をやっていることが父にばれ、退部を強要されて悲しむ仁菜に勇人の過去を話した上で、「決めるのはあなたよ」と進言。仁菜が部活動続行の嘆願をした際、部活がきっかけで結婚し子を儲けたことから、「高校時代を後悔したことはない」と仁菜を後押しし、仁菜の部活動続行が認められることとなる。
安藤 悠（あんどう ゆう）
ソラと仁菜の息子。サッカー少年に育ち、地元の少年団のレベルの低さに満足できず横浜U-12に入団するが、そこでは実力が追いつかず、「安藤ソラの息子」というレッテルとのギャップに思い悩む。そのことで一時は仁菜に当たってしまうが、ソラに説教されて和解した。後にプロの道に進んだものの、社会人上がりから2部リーグ止まりであった模様。

### その他の人物
山中 寛太（やまなか かんた）
第6話の主人公。9歳だが地元チームでFWとして試合に出ている。
2〜3歳年上の女子FW・繭の姿に憧れてサッカーを始め、同じチームに入団する。しかし負けが込み、そのため思い悩む繭の姿を見て打開策を思案していた矢先川原で練習していたソラに出会う。偶々ソラがオーバーヘッドキックの練習をしていた場面を目撃したため最初はオーバーヘッドキックのやり方を教わろうとするが、ソラに怪我の可能性を危惧され一度は断られる。しかし事情を知ったソラから代わりにヘディングのコツ を教わる。コツを教わった後の試合で、当初はミスもあったが、後半にソラのコーチングを踏まえて行ったヘディングが繭のゴールにつながり、チームメイトから褒められた。
藪田 冬汰（やぶた とうた）
第14話の主人公。
御手洗 恭輔（みたらい きょうすけ）
第17・18話の主人公。思い切って退職し、興味のあったフットボールのライターになることを決意した25歳。キャリアを積むための初仕事で、渡米したソラの密着取材をすることとなる。当初は険悪な仲だったが、ソラの熱意に触れて和解。ソラと四季の関係について調べ上げて推測で答えに辿り着いたが、世間に公表はしなかった。その後もソラを追いかけ続け、ランベスにも同行している。
クリスティアン
横浜と上位を争っていた東京のエースFWで、横浜戦までリーグトップの得点数だったブラジル人FW。典型的なストライカータイプで、個人技に走ることが多い。横浜戦で度重なる得点機を神崎に阻まれストレスを募らせた挙句、後半ロスタイムに先にボールをキャッチした神崎の顔を蹴って負傷させ一発退場。試合後、リーグからシーズンの残り試合出場資格を剥奪され、チームは失速した。
小田 繭（おだ まゆ）
寛太と同じチームに所属する女子。
佐藤 剛志（さとう つよし）
第30・31話の主人公。「安藤選手」に憧れているがサッカーが下手な少年で、サッカーをしている少年グループからのけものにされてしまう。そのさまを見守っていた老人からサッカーの手ほどきと心構えを教え込まれ、最初は老人と2人で、そして老人の亡き後に1人でいじめっ子たちとの勝負に打ち勝った。

## 併録作品
『1/11』の単行本に併録された特別読切。いずれも中村尚儁による。
エロメガネ男子×女子
掛けると着衣が透けて見える眼鏡・「エロメガネ」を巡る物語。アフタヌーン四季賞佳作受賞作品。『月刊アフタヌーン』2008年1月号掲載（代理原稿）。『1/11』1巻収録。投稿・掲載時は吉原十名義。
もとは服部昇大と共同制作の同人誌に収録された読切で、『エロメガネ男子』というタイトルだった。これに『エロメガネ女子』のパートを加筆し、『月刊アフタヌーン』に持ち込んだ。
枯尾花幽霊探偵事務所
探偵・枯尾花九太郎と、その助手・霊幻寺有栖が「美少女連続殺人事件」の解決に挑む作品。『ジャンプSQ』2009年1月号掲載。『1/11』2巻収録。
当時、中村はサッカー漫画で結果を出すことに限界を感じており、サッカー以外のジャンルで勝負するために描き上げた。アンケート結果は好評で、この作品をサッカーに活かした結果、『1/11』#1につながった。
ストライカーは走れない
喘息を持つ元ストライカーの少年・真田颯太が、サッカー部の助っ人として再びサッカーに関わる物語。中村の処女作・デビュー作。月例賞受賞作品。『月刊少年ジャンプ』2006年6月号掲載。『1/11』2巻収録。
喘息を持っていた中村が高校の通学中に思いついた話が原案。数年後の専門学校在学中に、半年かけて漫画として仕上げた。初めて描いた漫画だったが、『月刊少年ジャンプ』の編集者に評価され、中村にとって大きな自信となった。
ロープレ
バーチャルリアリティを導入した新型ロールプレイングゲームのモニターに選ばれた「絶賛登校拒否中」の少年が、ゲームの中で姫を守るために戦う物語。週刊ヤングジャンプ増刊『アオハル"bitter"』掲載。『1/11』3巻収録。『1/11』の連載中に描き上げた。
メッセージ
口下手の少年・桑折 優人（こおり ゆうと）と、サッカー日本代表を姉に持つ少女・穂尾 真奈（ほのお まな）が、ジュニアサッカークラブでレギュラーを目指すサッカー漫画。月例賞受賞作品。『月刊少年ジャンプ』2006年9月掲載。。『1/11』6巻収録。
『ストライカー』の1、2か月後に、約1か月半をかけて執筆した。アンケート結果は芳しくなかった。『1/11』#16の元になった作品でもある。
やまととなでしこ
ある出来事でサッカーを離れてしまった少年・真蔵大和（まくらやまと）が、幼馴染の少女・佐藤なでしこのために、再びサッカーを始める物語。『ジャンプSQセカンド』2009年8月号掲載。『1/11』8巻収録。
中村は『やまとなでしこ』の連載をめざし、取材を重ねて4話までネームを作るが、連載獲得には至らなかった。なお、中村は「自分の漫画はキャラが弱い」と考え、物語を引っ張っていく「ツンデレキャラ」として佐藤なでしこをデザインした。しかし雑誌掲載時のなでしこは「全くデレてなかった」ため、彼女の評判は悪かった。
連載会議提出時（単行本収録版）には、雑誌掲載時と比べて修正が加えられており、新たにバタフライ・エフェクトがテーマとして設定された。

## メディアミックス

### ヴォイスコミック
集英社のヴォイスコミック「VOMIC」として、2012年1月にジャンプ専門情報番組『サキよみ ジャンBANG!』にて放送され、同年2月からVOMIC公式サイトで配信された。
キャスト
主要担当声優は上述。ここではそれ以外のキャストについて記す。
- ソラの母 - 折笠愛
- 四季の母 - 友永朱音

### 映画
2014年4月5日より公開。

#### キャスト
主要キャストは上述。ここではそれ以外のキャストについて記す。
- 七海（演劇部副部長） - 福地亜紗美
- 野球部監督 - 初芝清
- サッカークラブコーチ  - 山口素弘
- レポーター  - 大竹七未
- ソラの母 - 河井青葉
- 四季の母 - 奥貫薫

#### スタッフ
- 原作 - 中村尚儁
- 脚本・監督 - 片岡翔
- 主題歌 - 上野優華「Dear my hero」（キングレコード）
- 協力 - 公益社団法人日本プロサッカーリーグ、ぴあ株式会社、アディダスジャパン株式会社、株式会社モルテン
- コーディネート - 株式会社Sente Communications
- 配給 - 東京テアトル
- 制作プロダクション - ダブ

## 書誌情報

### 漫画本編
- 中村尚儁 『1/11 じゅういちぶんのいち』 集英社〈ジャンプ・コミックス〉、全9巻
  1. 2010年12月8日第1刷発行（12月3日発売[集 1]）、ISBN 978-4-08-870161-5
  2. 2011年8月9日第1刷発行（8月4日発売[集 2]）、ISBN 978-4-08-870244-5
  3. 2012年5月7日第1刷発行（5月2日発売[集 3]）、ISBN 978-4-08-870426-5
  4. 2012年8月8日第1刷発行（8月3日発売[集 4]）、ISBN 978-4-08-870488-3
  5. 2013年1月9日第1刷発行（1月4日発売[集 5]）、ISBN 978-4-08-870542-2
  6. 2013年8月7日第1刷発行（8月2日発売[集 6]）、ISBN 978-4-08-870791-4
  7. 2013年11月6日第1刷発行（11月1日発売[集 7]）、ISBN 978-4-08-870844-7
  8. 2014年3月9日第1刷発行（3月4日発売[集 8]）、ISBN 978-4-08-880033-2
  9. 2014年7月9日第1刷発行（7月4日発売[集 9]）、ISBN 978-4-08-880141-4

### 小説
- 中村尚儁『1/11　じゅういちぶんのいち　行く春』
2014年4月4日発売[21]、ISBN 978-4-08-703311-3